# دومينيك ديفيس
دومينيك ديفيس (بالإنجليزية: Dominique Davis)‏ هو لاعب كرة قدم أمريكية ولاعب كرة القدم الكندية أمريكي، ولد في 17 يوليو 1989 في ليكلاند في الولايات المتحدة.

## وصلات خارجية
- دومينيك ديفيس على موقع مرجع كرة القدم المحترفة.كوم (الإنجليزية)